# 787 Москва
787 Москва (енгл. 787 Moskva) је астероид главног астероидног појаса са пречником од приближно 27,51 .
Афел астероида је на удаљености од 2,867 астрономских јединица (АЈ) од Сунца, а перихел на 2,210 АЈ.
Ексцентрицитет орбите износи 0,129, инклинација (нагиб) орбите у односу на раван еклиптике 14,840 степени, а орбитални период износи 1477,750 дана (4,045 године).
Апсолутна магнитуда астероида је 9,90 а геометријски албедо 0,255.
Астероид је откривен 20. априла 1914. године.